# 相澤清晴
相澤 清晴（あいざわ きよはる、1959年 - )は、日本の電子画像工学者。東京大学大学院情報理工学系研究科電子情報学専攻の教授。専門分野は、画像処理とマルチメディア処理。モデルベース符号化とマルチメディアライフログへの貢献が評価され、2012年に電子情報通信学会フェロー、2016年に米国IEEEフェローに選出された。
1983年、1985年、1988年に東京大学で電気工学の学士号、修士号、博士号を取得。1990年から1992年までイリノイ大学客員助教授を務めた。

## 年譜
- 1959年　東京都に生まれる。
- 1978年　神奈川県立横浜翠嵐高等学校[3]卒業
- 1983年　東京大学工学部[4]電子工学科[5]卒業
- 1988年   同大学大学院博士課程修了　工博　同年 東京大学工学部助手
- 1989年   同大学講師
- 1993年   同大学助教授
- 1999年　同大学新領域創成科学研究科[6]基盤情報学専攻　助教授
- 2001年　同大学教授
- 2006年   同大学情報理工学研究科[7]電子情報学専攻[8] 教授
- 2009年   同大学情報学環・学際情報学府[9] 教授　（情報理工学系　兼務）
- 2013年より 情報理工学研究科電子情報学専攻 教授 (情報学環・学際情報学府 兼担）(工学部 電子情報工学科を兼務)
- 1990年から2年間米国イリノイ大学[10]客員助教授
- 2016年4月から2020年3月まで文科省[11]科学官
- 2017年から2013年 日本学術会議会員[12]
- 2020年より 東京大学連携研究機構バーチャルリアリティ教育研究センター[13]・センター長

## 研究活動、学会活動
これまで、画像符号化、画像処理、コンピュテーショナルセンサ、マルチメディア、コンピュータビジョン分野の研究に従事。その黎明期からライフログの研究を先導し、特に、画像処理で支援する食事記録FoodLogを創出した。漫画画像処理では、世界最大の漫画の学術研究用のデータセットManga109を構築した。映像によるバーチャルツアーを可能とするムービーマップなどの研究も進めている。
Google Scholar    DBLP
主な学会活動として、電子情報通信学会 情報・システムソサイエティ会長、映像情報メディア学会会長を務めた。ACM TOMM, IEEE MultiMedia, IEEE T-IP、 T-CSVT T-MMのEditorial Boardを務める/た。

## 主たる受賞など
- 昭和62年 電子情報通信学会[17]学術奨励賞
- 昭和63年 電気通信普及財団[23]テレコムシステム技術賞
- 平成2年 電子情報通信学会論文賞及び米澤ファウンダーズメダル[24]
- 平成2年 テレビジョン学会[25]論文賞
- 平成4年 電子情報通信学会業績賞[26]
- 平成10年 電子情報通信学会論文賞[27]
- 平成10年 映像情報メディア学会[18] 藤尾フロンティア賞
- 平成11年 電子情報通信学会エレクトロニクスソサイエティ賞[28]
- 平成14年 映像情報メディア学会 丹羽高柳論文賞[29]
- 平成14年 日本IBM科学賞
- 平成17年 映像情報メディア学会 丹羽高柳論文賞
- 平成19年 映像情報メディア学会 丹羽高柳論文賞
- 平成20年 電気通信普及財団賞（テレコムシステム技術賞）
- 平成24年 電子情報通信学会フェロー[30]
- 平成25年 映像情報メディア学会 丹羽高柳業績賞
- 平成26年 映像情報メディア学会フェロー[31]
- 平成28年 IEEEフェロー[32]